# Castor Sekwa
Castor Sekwa (* 28. März 1927 in Sayusayu; † 4. Juni 1996) war ein tansanischer Geistlicher und römisch-katholischer Bischof von Shinyanga.

## Leben
Castor Sekwa studierte Philosophie und Katholische Theologie am regionalen Priesterseminar St. Paul in Kipalapala. Am 15. August 1959 empfing er das Sakrament der Priesterweihe für das Bistum Shinyanga. Später war Sekwa als Regens des regionalen Priesterseminars St. Paul in Kipalapala tätig.
Am 30. Januar 1975 ernannte ihn Papst Paul VI. zum Bischof von Shinyanga. Der Erzbischof von Daressalam, Laurean Kardinal Rugambwa, spendete ihm am 18. Mai desselben Jahres in Shinyanga die Bischofsweihe; Mitkonsekratoren waren der Erzbischof von Tabora, Marko Mihayo, und der emeritierte Bischof von Bukoba, Placidus Gervasius Nkalanga OSB.